# Trotzkündigung
Eine Trotzkündigung (auch Wiederholungskündigung) ist eine arbeitgeberseitige Kündigung im deutschen Arbeitsrecht. Sie setzt voraus, dass zwischen Arbeitgeber und Arbeitnehmer bereits ein Kündigungsschutzprozess wegen einer früheren Kündigung durch den Arbeitgeber anhängig oder entschieden worden ist, in dem  die geltend gemachten Kündigungsgründe jedoch nicht ausreichten, um die Kündigung zu rechtfertigen. Wenn der Arbeitgeber trotzdem eine weitere Kündigung aus genau denselben Gründen ausspricht, spricht man von einer Trotzkündigung.
Eine Trotzkündigung ist unwirksam. Gleichwohl muss der Arbeitnehmer auch gegen die zweite Kündigung fristgerecht Kündigungsschutzklage erheben, wenn er verhindern möchte, dass sie wirksam wird. Bei dieser zweiten Klage prüft das Gericht die Kündigungsgründe nicht nochmals, weil sie bereits Streitgegenstand in dem früheren Verfahren waren und nun "verbraucht" sind; das Urteil im ersten Prozess ist präjudiziell. Das Verbot der Wiederholungskündigung bei gleich gebliebenem Kündigungssachverhalt findet seinen Grund sowohl in der materiellen Rechtskraft gerichtlicher Entscheidungen wie auch im rechtlichen Charakter der Kündigung als Gestaltungserklärung. Ein Gestaltungsrecht ist nach seiner Ausübung verbraucht.
Von der Trotzkündigung zu unterscheiden ist der Fall, dass der Arbeitgeber nach der Kündigung des Arbeitsverhältnisses eine oder mehrere Kündigungen "nachschiebt", weil sich ein neuer Kündigungsgrund ergeben hat oder weil er befürchtet, dass die erste Kündigung aus formalen Gründen vor Gericht scheitert. Eine zweite Kündigung kann beispielsweise erfolgen, weil der Arbeitnehmer den Arbeitgeber im Kündigungsschutzprozess beleidigt oder einen Prozessbetrug  begangen hat. Oder der Arbeitgeber schiebt nach einer fristlosen Kündigung eine fristgerechte nach. Oder die erste Kündigung scheiterte, weil die fehlende Vertretungsmacht gerügt wurde. Auch hier kann es jedoch Grenzen geben, etwa wenn der Arbeitgeber nach erfolgloser Änderungskündigung eine Beendigungskündigung auf denselben Lebenssachverhalt stützt.